# Arturo Cruz Porras (ministro)
Arturo Cruz Porras (Villa El Carmen, 12 de julio de 1896-Miami, 14 de junio de 1978) fue un diplomático, político y empresario nicaragüense.

## Biografía
Arturo Cruz Porras nació en Villa El Carmen el 12 de julio de 1896, siendo el primer hijo de tres hermanos: Arturo, Manuel y Esther Cruz Porras, hijos del matrimonio formado por Manuel Antonio Cruz y Micaela Porras Cruz. Era de ascendencia alemana por parte materna y española por parte paterna, recibió formación escolar en contabilidad comercial.
Su padre Manuel Antonio Cruz falleció cuando él era adolescente y se encargó de trabajar para ayudar a su madre con el sustento de la familia. Fue vendedor de queso, con el tiempo se convirtió en un comerciante destacado creando su propia importadora de productos, viajaba mucho a México donde compraba todo tipo de productos. El era un empresario importante y no tenía intención de participar en la política del país, sin embargo, el presidente de la República le solicitó que lo ayudara como Ministro del Distrito Nacional, cargo que ocupó durante tres años.

## Carrera política
Fue Ministro del Distrito Nacional de la República de Nicaragua entre 1968 y 1970, nombrado por el presidente Anastasio Somoza Debayle.  También fue tesorero de dicho distrito, que así se llamaba la Alcaldía de Managua en ese entonces, además fue tesorero del Partido Liberal Nacionalista (PLN), era parte del comité.
Como funcionario, a finales de la década de 1960, gestionó mejoras materiales para la comunidad de San Antonio Sur, como la construcción de la escuela primaria, bautizada como San Antonio Sur, nombre que desplazaría al anterior “El arroyo” y con el cual se le conoce hasta hoy día a la comarca. Cruz Porras habitaba frente a la escuela, era propietario de un molino de cereales y un cine, viajaba recurrentemente a México a comprar las películas mexicanas, dichas películas las vendía a diferentes cines de Managua.
De sus viajes a España tomó la idea de las calles adoquinadas, actualmente hay muchas pistas adoquinadas que construyó en la década de 1970, durante el régimen somocista, tales como Circunvalación o Bypass, Portezuelo, Pista Benjamín Zeledón, Avenida UNAN-Managua (Universidad Nacional Autónoma de Nicaragua). Al ocurrir el terremoto de 1972 la pista de circunvalación o Bypass sirvió para la evacuación de la ciudad.
En las elecciones de 1972 fue electo diputado de la Asamblea Nacional Constituyente, siendo uno de los firmantes de la constitución de 1974. En las elecciones generales de ese mismo año fue elegido senador por el departamento de Managua. Murió en Miami, Estados Unidos, el 14 de junio de 1978.

## Actividad militar
En su juventud Arturo Cruz Porras conoció al general José María Moncada, quien aleccionaba jóvenes para formar parte de las tropas militares. Cruz Porras contrarió a su familia y se unió a las tropas, pasando desde soldado hasta el rango deo mayor de las fuerzas revolucionarias provenientes del sur. Sandino venía del este de la Costa Caribe al centro de Nicaragua. A Sandino lo capturaron en terrenos de Cruz Porras. El 4 de mayo de 1927, fecha en que se acordó el cese de la guerra en Tipitapa (Managua), entre Henry L. Stimson (secretario de Estado de Estados Unidos) y José María Moncada mediante el Pacto del Espino Negro, llamado así por haberse firmado debajo de ese árbol en Tipitapa. En 1928 el Partido Liberal se trasforma en el Partido Liberal Nacionalista (PLN), se efectúan elecciones y el 1 de enero de 1929 el conservador Adolfo Díaz Recinos le entrega la banda presidencial al general José María Moncada.

## Vida personal
En 1934 se casó con Angélica Espinoza de quien enviudó y en años posteriores se casó con Irma Caldera Zamora, procreando 6 hijos de ambos matrimonios.

## Confusión con su nombre
Arturo Cruz Porras tiene un homónimo, Arturo Cruz Porras, quien también fue político y economista nicaragüense. Los dos eran amigos y acordaron que el ministro de Distrito firmaría como Arturo Cruz Porras y el economista firmaría incluyendo su segundo nombre como Arturo José Cruz Porras, como medida de distinción.